# Río Mayabeque

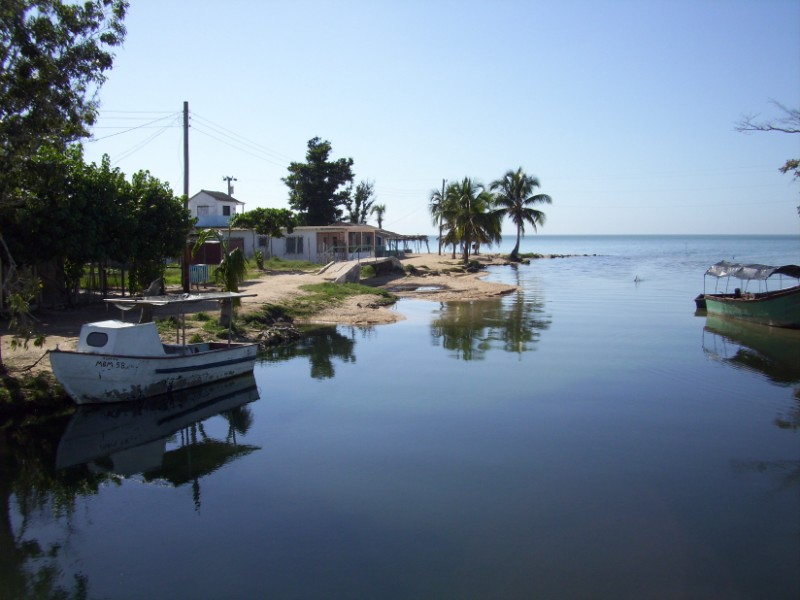
Salida del río Mayabeque a las aguas del Golfo de Batabanó.

## Características y ubicación
Geolocalización: 22°40′26.6″N 82°8′48.72″O / 22.674056, -82.1468667
El Mayabeque es el río más largo (53 km) e importante de la actual  provincia de Mayabeque en Cuba, a la cual da nombre. Corre de norte a sur, naciendo en las estribaciones de las Escaleras de Jaruco o en la Sierra de Camarones según otras fuentes, atraviesa la llanura de Bainoa y el valle de Güines y se divide en numerosos canales en la zona costera. Sus aguas se encuentran represadas en  la presa Pedroso y son usadas para regadío mediante el canal Pedroso-Güira de más de 80 km de largo. A sus orillas se encuentra la histórica ciudad de Güines. Sus aguas son motivo de satisfacción de bañistas en verano al desembocar a orillas de la Playa Mayabeque en Melena del Sur.

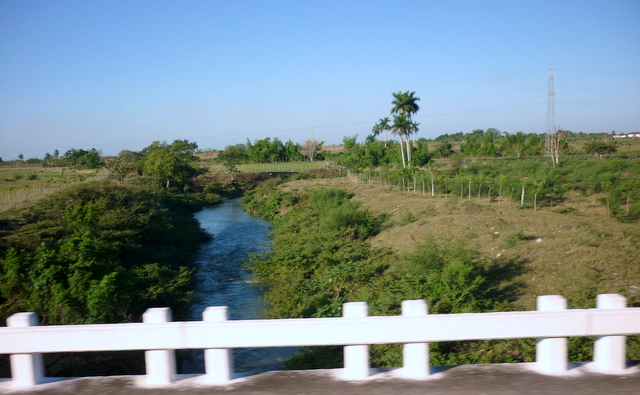
El río Mayabeque a la altura de la Autopista Nacional en el municipio de Güines.

## Vegetación
Entre las plantas que crecen a orillas de este río se pueden encontrar en abundancia árboles y arbustos de diferentes especies como el mangle que le da un colorido rojizo a sus aguas.

## Historia
La mención más antigua de río Mayabeque data de 1509 (llamado entonces Onicajinal), apenas 17 años después de la llegada de los primeros europeos a Cuba, cuando unos indios le habían referido al padre Las Casas que en un lugar más al oeste de donde estaba Pánfilo de Narváez con sus flecheros, existía una población india en la que se encontraban cautivos unos españoles: dos mujeres y un hombre.
Ya sea en la desembocadura del Mayabeque o a una decena de kilómetros tierra adentro se fundaría en 1514 la villa primigenia de San Cristóbal de La Habana que posteriormente se asentaría definitivamente en la costa norte, en la Bahía de Carenas. El lugar exacto del asiento es aún desconocido, aunque es más probable que haya sido sobre el curso del llamado «Antiguo Mayabeque» que desemboca en la Playa de Mayabeque. El «Nuevo Mayabeque» corresponde a la desembocadura actual del río cercano a Punta Mora, más al este de la playa Mayabeque. La fecha del cambio de curso del río no ha sido precisada, pero se supone entre finales del siglo XVII e inicios del XIX. Ambos cursos están unidos aún por un paleocauce seco la mayor parte del año, junto al poblado de Riva. El Antiguo Mayabeque posee actualmente una extensión de solo 10 km, con muchos meandros y más de 100 pequeños manantiales. Se forma por la unión de los ríos La Luisa y La Teresa muy cerca del antiguo centro del Hato de San Pedro de Mayabeque, Cayo de la Ceiba, uno de los sitios probables del primer asentamiento de la villa de La Habana.

## Toponimia
No se conoce con precisión el significado del toponímico "Mayabeque» que es obviamente de origen indígena (siboney o taíno). El nombre aparece ya mencionado en 1524 en el testamento de Diego Velázquez, conquistador de Cuba. Este asunto adquiere mayor importancia cultural en la actualidad (2011) pues da nombre a una nueva provincia cubana. Existen en Cuba y Puerto Rico otros toponímicos parecidos:
- Mayabe: Arroyo y valle cercano a la ciudad de Holguín, por extensión marca de cerveza de esa ciudad.
- Mayanabo: nombre indígena original de la ciudad de Marianao, también de una ensenada de la bahía de Nuevitas.
- Mayarí: río y ciudad de Holguín.
- Mayábuna: río en Sancti Spíritus, afluente del Zaza.
- Mayabón: poblado en Cuba.
- Mayajigua: poblado de Sancti Spíritus.
- La Maya: pueblo en Santiago de Cuba, cabecera del municipio Songo - La Maya.
- Mayagüez: ciudad en Puerto Rico.
- Mayaguana: isla de Bahamas que conserva su nombre indígena.

Entre las hipótesis planteadas sobre su significado se encuentran las siguientes:
- Mayab es el nombre con que se nombraba por los Mayas la península de Yucatán. Es conocido que los pueblos mayas tenían algunas relaciones comerciales con el occidente cubano y quizá influencia cultural; -eque o -que es un sufijo empleado en lengua taína para indicar comarca o territorio. Por ejemplo, Yucayeque era la comarca en que reinaba un cacique yucayo ("Yucayo» o «Lucayo» era la autodenominación de los indígenas arahuacos de las Antillas Mayores); Sabaneque era el nombre del cacicazgo de la Sabana al norte y centro de Cuba. El significado de Mayab-eque sería entonces: «la comarca de los Mayas». Esta hipótesis tendría como base que el surgidero (desembocadura) del Mayabeque era posiblemente el mejor puerto natural en la costa del golfo de Batabanó y en gran parte de la costa sur del occidente cubano, y, por lo tanto, un sitio propicio para el intercambio comercial con los mayas de Yucatán. En su primera visita a la comarca, los españoles encontraron cera de abejas entre los indios locales, artículo procedente casi seguramente del comercio con los mayas. Coincidentemente, «Batabanó» pudiera también tener una raíz maya, pues batab significa cacique en esa lengua. La desembocadura del Mayabeque sería el sitio seleccionado por Diego Velázquez para la fundación de la primera villa de San Cristóbal de La Habana, posiblemente también por sus condiciones naturales como puerto de aprovisionamiento de agua y alimentos y la existencia de población indígena en sus alrededores, o sea, porque quizá ya era usado con ese fin.
- Maya es el nombre de una planta bromeliácea, conocida también como piña de ratón (Bromelia pinguin), de hojas espinosas y uso textil; es común en sabanas y su presencia puede aún apreciarse en la zona del Antiguo Mayabeque (ver imagen). El sufijo -abo indica plural o abundancia, así Maya-bo, sería equivalente a "Mayal", palabra aún usada para referirse a los cercados hechos de Maya. Entonces Maya-b-eque significaría: «comarca de los mayales».

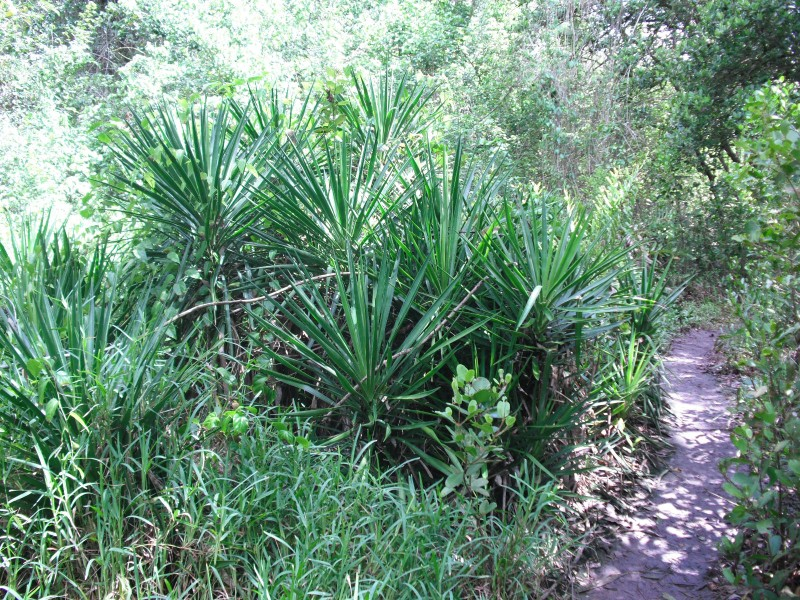
Vegetación de mayas (Bromelia pinguin) en las orillas actuales del Antiguo Mayabeque, cercano a su desembocadura.

- La partícula ma- se empleaba en taíno para referirse a la pertenencia o asociación a un lugar, por ejemplo, «Mayagüez» refiriéndose al río «Yagüez»; también para indicar grande o extenso. Yaba es un árbol de gran altura y madera dura, útil para la carpintería, común en las sabanas (Andira jamaicensis). También yabú es una hierba invasora de las sabanas, conocida también como «yábuna» (Imperata brasiliensis). En una de las primeras menciones sobre el sitio primigenio de la villa de La Habana se indicaba su ubicación en 1514 en «Yabuena» (o sea, extensión cubierta de Yabú) en las márgenes de (un) «río hondo». Ma-yab-eque significaría, en ese caso, «comarca del gran yabal (bosque de yaba)» o «comarca del gran yabunal (pradera de yabú)».

## Galería de imágenes

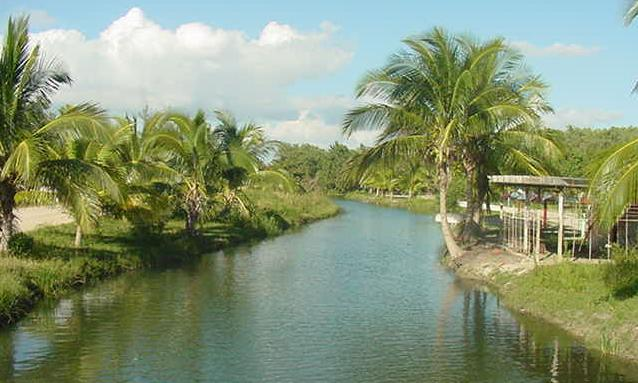
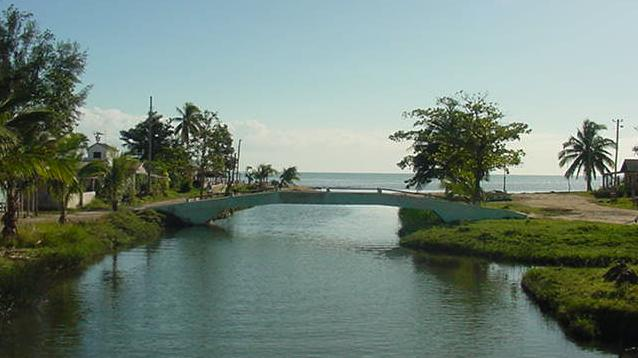
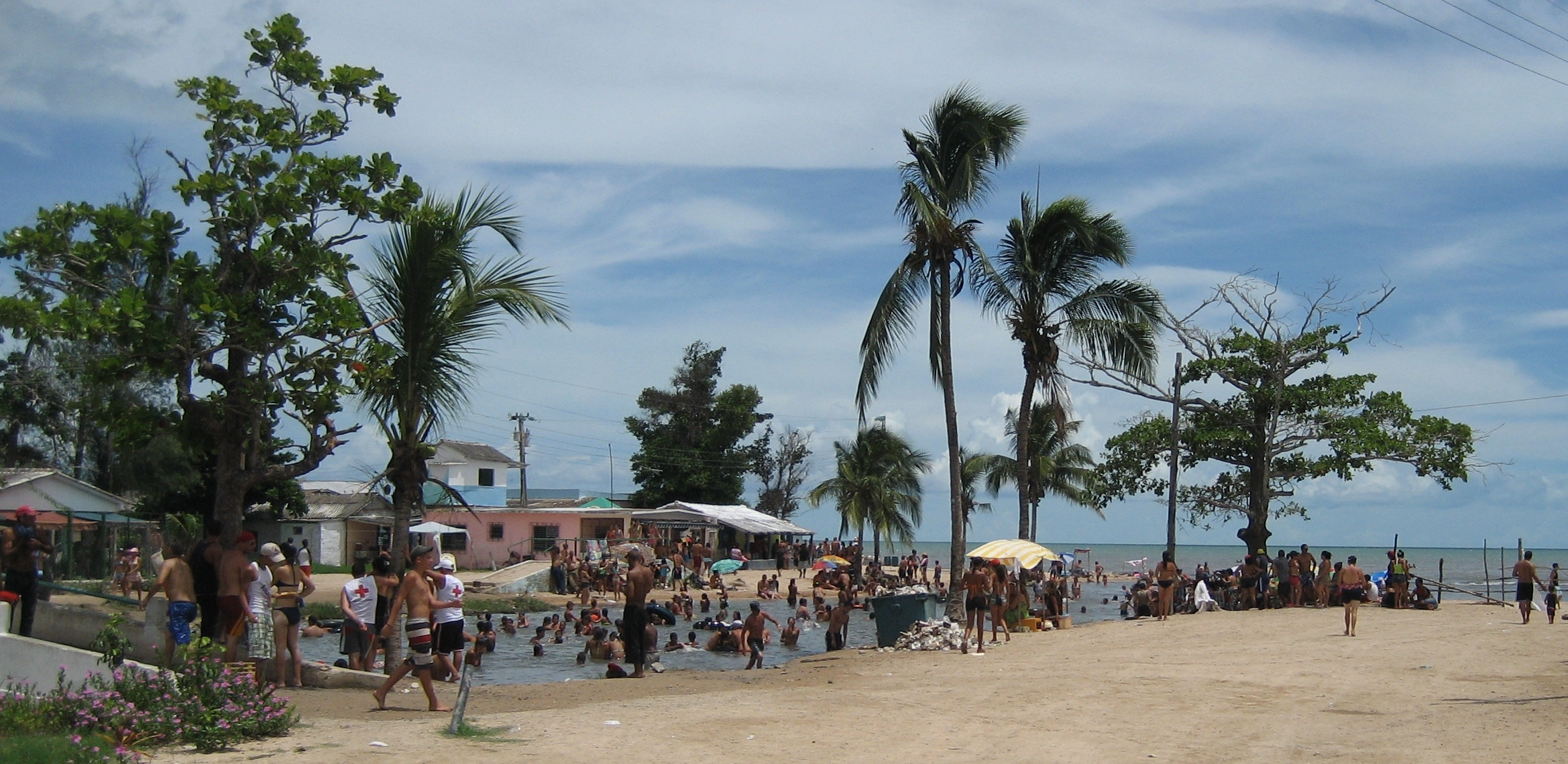

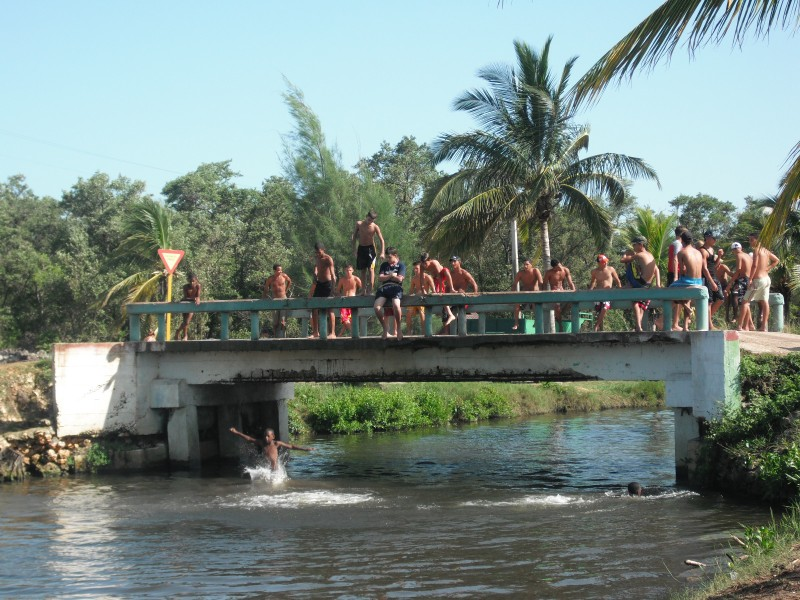
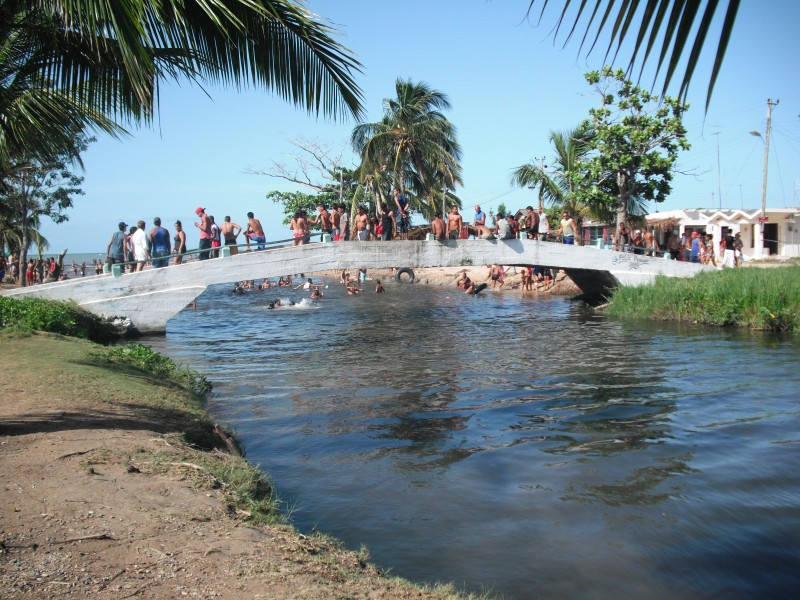
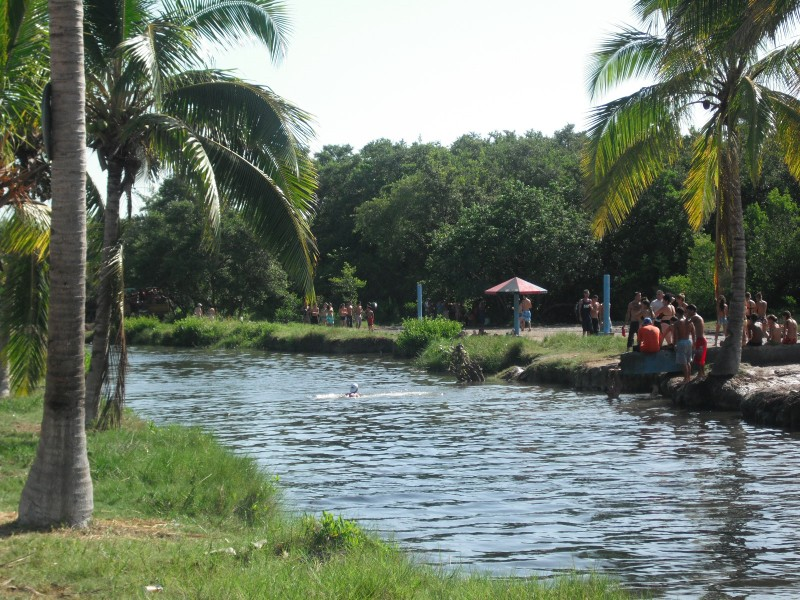